# Бенсон, Уоррен
Уоррен Бенсон (англ. Warren Benson; 26 января 1924 — 6 октября 2005) — американский литаврист, композитор и музыкальный педагог.
Окончил музыкальный факультет Мичиганского университета. Играл на литаврах в Детройтском симфоническом оркестре. В 1950—1952 г. преподавал в Салониках по фулбрайтовскому гранту, в 1953—1967 гг. в Итакском колледже (город Итака). В 1967—1993 гг. профессор Истменовской школы музыки. Среди учеников Бенсона — Боб Беккер, Майкл Гленн Уильямс, Эрик Эвейзен и др.
Основные произведения Бенсона написаны для ансамбля ударных инструментов и для духового оркестра. Наиболее известны композиции «Листья падают» (англ. The Leaves are Falling; 1963) и «Одинокий танцор» (англ. The Solitary Dancer; 1966).